# Львівська бесіда
Львівська Бесіда — громадське об’єднання української інтелігенції м. Львова державницької орієнтації, що діяло з 1993 до 2006 року.

## Історія створення
Товариство було створено за ідеєю поета Ростислава Братуня, який був депутатом останньої Верховної Ради Союзу РСР, де займав проукраїнську незалежницьку позицію, зокрема захищаючи національні символи — синьо-жовтий прапор і Тризуб. 
Як сказано в статуті, зареєстрованому 27 травня 1993 року, «Львівська Бесіда» була добровільним об'єднанням громадян з метою з метою захисту української державності, відродження і розвитку національної науки і культури, розвитку ефективної економіки, зміцнення боєздатності української армії. 
Створення товариства ґрунтувалося на ідеї відновлення традицій громадських національних об'єднань у минулому, встановлення зв'язків з демократичними силами закордонних держав, зокрема країн Балтики, що недавно відновили свою незалежність (Литва, Латвія, Естонія), а також українською діаспорою і прихильно до ідеї української незалежності настроєних іноземних політичних сил США, Канади, ЄС та інших. 
У цей час набирала актуальності боротьба проти активізації реакційних імперських шовіністичних та прокомуністичних сил. Рівночасно в Україні поширювався розбрат між новоствореними партіями, що недавно вийшли з єдиного Народного Руху України і застрягли в багновинні політичного егоїзму. Тому особливого значення набирала пропаганда національної культури, народних звичаїв і традицій (гаївки в час Великодніх свят, коляди і вертепів різдвяного періоду, Шевченківських концертів, відновлення «репресованих імен» українських політиків, літераторів, культурних діячів). Не можна було оминути проблем економіки, захисту довкілля, згуртованості життя і єдності дій українців.
Йшов 1992 рік — перший рік функціонування молодої держави. Колишня радянська влада залишила нам моральну і економічну руїну суспільства, де розквітала корупція, бандитизм, дефіцит елементарно необхідних товарів, загальне зубожіння населення. Побудоване на тлі тотальної русифікації на принципах старої бюрократичної системи, нова влада була не в силі опанувати політичну і економічну ситуацію. Тому ініціативна група заявила, що Україна в небезпеці і закликала свідомих громадян робити все можливе для зміцнення державності і наведення європейського порядку. 
В заяві ініціативної групи щодо утворення «Львівської Бесіди», опублікованої 4 листопада 1992 року, сказано, що історія дала нам неповторний шанс побудувати свою самостійну Соборну Українську державу для здійснення чого виняткове значення мають єдність та злагода, самовіддана праця у формуванні та розвитку ефективної економіки, структур управління, розвитку науки і культури, зміцнення боєздатності армії. 
Заяву про створення підписали 19 відомих львівських діячів науки, культури, освіти та економіки. В заяві було сказано, що новостворене об'єднання має на меті залучити до свого складу авторитетних людей, що не прагнуть для себе адміністративних посад і інших преференцій, яких «Бесіда» обіцяти не може, і тому можуть виступати речниками незалежної думки в громадсько-політичних та ідеологічно-культурних проблемах Львівщини і всієї України.
24 лютого 1993 року протоколом н. 1 затверджено статут Товариства, обрано керівні органи: Р. Братуня — головою, а І. Гречка — заступником. Засновниками «Бесіди» стали: Р. Братунь, Л. Крушельницька, Р. Крип’якевич і Б. Білинський

## Діяльність організації
За час головування Ростислава Братуня (1993—1995), життя якого трагічно обірвалося, здавалося би серед повного здоров’я, про що існують різні, в тому числі і політичні, думки і підозріння. «Львівська Бесіда» виступила з низкою ініціатив. 
Її члени взяли участь в урочистості підняття українського прапора над флагманом українського військово-морського флоту «Гетьман Сагайдачний». В листі до голови Львівської міської ради Василя Шпіцера Р. Братунь повідомляв, що на початку 1993 р. до «Львівської Бесіди» звернувся капітан 3-го рангу, капітан бойового корабля Чорноморського флоту України «Гетьман Сагайдачний» Володимир Катушенко і особисто Командувач ВМС України Борис Кожин з проханням взяти над ним шефство, враховуючи фінансову кризу в країні.
Для здійснення цього заходу Р. Братунь запропонував створити у Львові робочий комітет, а „Бесіда“ візьме посильну участь. Комітетом сприяння військово-морського флоту , який очолив В. Дзера, голова Франківської райради (який на той час був членом „Бесіди“ і заступником голови „Львівської бесіди“), було надано значну матеріальну допомогу у формуванні якої взяло участь понад 30 підприємств Львова. Також „ Бесіда“ випустила буклет про корабель з історичним описом про Гетьмана Петра Конашевича-Сагайдачного. 

«Львівська Бесіда» активно втручалася в політичне життя області і України, зокрема протидіючи спробам комуністичного реваншу. Так, в листі голові міської ради В. Шпіцеру вказувалося, що спілкою ветеранів війни і праці і Львівською організацією комуністичної партії проведений 9 травня 1994 несанкціонований мітинг, на якому лунали заклики підняти над ратушею червоний прапор. Дякуючи цьому сигналу «Львівської Бесіди», провокація була попереджена. В архіві «Львівської Бесіди» зберігається урядова телеграма на ім’я президента України Л. Кравчука, підписана Р. Братунем 29 травня 1994 року. Дослівно:
Вважаємо необхідним вимагати від Вас, шановний пане президенте, негайного введення президентського правління або надзвичайного стану на всій території Криму. Це може стати реальним кроком до громадянського миру і спокою на півострові. Прийняті одноголосно на вічі, скликаним громадянським об“єднанням «Львівська Бесіда» 29 травня 1994 року у м. Львові, головуючий Р. Братунь“.
 «Бесіда» зверталася також до кубанців , щоб пам’ятали своє українське походження, з закликом не піддаватись  російській пропаганді і дистанціюватись від так званих «козаків», яких росіяни використовують, як сепаратистів в Криму.
«Львівська Бесіда» займала чітку національно-державницьку позицію в усіх політичних питаннях, також, наприклад в висуванні і підтримці кандидатів в депутати рад усіх рівнів, що завчасно завершувалося їх успіхом.
«Бесіді» належить також ініціатива в перейменуванні ряду вулиць, в захисті міста Львова від стихійного будівництва, особливо в центральній частині міста. В цьому відношенні особливо цікава справа забудови заповідної ділянки  Святоюрської гори, на якій Радянська влада встановила «глушилки» радіо, що була власністю греко-католицької церкви. Справа тяглася роками. Листом голови «Львівської Бесіди» Б. Білинського до міського голови від 5 березня 2000 року був зібраний  круглий стіл львівських громадських організацій, який прийняв звернення до президента України Л. Кучми до голови Львівської обласної адміністрації С. Сенчука, міського голови В. Куйбіди, міністра екології та природних ресурсів, міністра культури з вимогами вирішити питання статусу Святоюрської гори і забудов, що на ній знаходяться, згідно з засадами ЮНЕСКО, що оголосила цю територію заповідною і згідно з українськими законами і традицією, трактувати цю територію,як власність церкви.
Рішення круглого столу було підтримано великою кількістю науковців, митців, архітекторів, колективів наукових інститутів і вищих навчальних закладів, обласних відділень партій і рухів. Рішення круглого столу підписали голова «Львівської Бесіди» Б. Білинський, письменник Р. Лубківський і голова Львівської обласної організації товариства «Просвіта» Я. Пітко. «Львівська Бесіда» наполягала на знесенні символів комуністичної влади в місті. На перших порах діяльності «Бесіди» була демонтована «тріумфальна арка» присвячена так званому «возз'єднанню» в 1939 році, що знаходилась при в'їзді до міста з сторони Києва,  яку львів'яни називали гільйотиною. За Рішенням Личаківської районної Ради (голова Ради Оксана Сапеляк), Василь Дзера організував демонтаж танка «ІС-1», який встановили окупанти після війни на вершині вулиці Личаківської, біля церкви Покрови і він гарматою цілився на Захід в центр міста. Танк був перевезений в село В'язова в Пластовий табір Франківського району.
8 березня 1995 року Ростислава Братуня не стало. 19 липня 1995 року відбулося скорботне засідання «Бесіди» в пам'ять покійного голови Р. Братуня, під головуванням І. Гречка, який відзначив заслуги покійника в створенні і керівництві «Львівською Бесідою» і активну діяльність за цей період. Він запропонував продовжити діяльність Бесіди і на посаду голови обрати професора Б. Білинського, що було одноголосно підтримано. Новий голова звернувся 5 березня 2000 р. до міського голови В. Куйбіди з клопотанням перейменування вулиці Водогінної, що розташована поблизу будинку, де проживав Р. Братунь, на вулицю — Ростислава Братуня.
«Львівську Бесіду» завжди цікавила і турбувала ситуація в творчих колективах області, в наукових і навчальних закладах в умовах переходу від так званої «соціалістичної» до ринкової економіки. Про це зокрема йдеться в листі до голови Львівської обласної ради Миколи Гориня від 27 липня 1995 р., підписаним головою «Бесіди» Б. Білинським і академіками В. Панасюком і О. Романівим. У листі порушено питання про необхідність підтримки наукових шкіл, що склалися в гуманітарних, природничих і медичних дисциплінах, які стали відомими далеко за межами України. Науковців тривожило збайдужіння владних структур до справ науки і культури. Йшло прискорене скорочення наукових працівників, урізання бюджетів. Для запобігання негативних наслідків ситуації, що склалася і задля ефективного зв’язку керівництва області з науковим світом вчена громадськість просить керівництво області розглянути можливість створення в системи управлінських структур області відділу науки, культури і вищої школи, який здійснював би контакти наукової громадськості з владою і виступав би речником невідкладних проблем збереження і розвитку науки і культури в області. В даному листі були висунені такі проблеми:
Криза, яка лютує в Україні (і не тільки в ній) в останні 2-3 роки найдошкульніше б'є саме по цій (науковій) частині нашого суспільства. В результаті наступає руйнування і деформація наукового потенціалу і, як наслідок — порушення основи формування продуктивних сил економіки в умовах сучасного науково-технічного прогресу. Таке суспільство стає приреченим і перетворюється на сировинну базу з дешевою робочою силою. Тому при будь-якій кризовій ситуації необхідно зберегти інтелектуально-фахові сили в царині духу і науки. В області ніби є фонд для підтримки науки, культури і освіти, але за останні 4 роки ніхто не виступив з інформацією про наявність і використання такого фонду. З метою плекання і виховання молодих талановитих спеціалістів необхідні стипендії Президента, Академії Наук, Комітету з науки і технологій. Львівській владі необхідно встановити свої стипендії на рівні регіону. В процесі приватизації соціалістичних підприємств введено систему сертифікатів, що дають право на певну частину майна. Ці сертифікати, як правило викуповують робітники і службовці підприємств, а науковці до них доступу не мають, що обмежує їх громадянські права. Тому необхідно виділити певний відсоток вартості усіх об'єктів приватизації для працівників розумової праці.
Історична реабілітація репресованих більшовицькою системою імен діячів науки і культури також була в центрі уваги «Львівської Бесіди». Так організація зверталася з листом до ректора Львівського університету ім. Івана Франка професора І. Вакарчука з приводу відновлення доброго імені і оприлюднення значної наукової спадщини визначного українського історика Мирона Кордуби в зв'язку з його 120-річним ювілеєм. Ім'я ученого було приречене більшовицьким речником на забуття, з приводу його принципової україноцентричної наукової позиції. Святкування ювілею в університеті відбулося в березні 1996 року.
«Львівська Бесіда» виступала ініціатором і учасником круглих столів в обласній адміністрації і міській раді з приводу міжконфесійних стосунків, міжетнічної ситуації на Львівщині, з питань впорядкування могил Січових Стрільців і меморіалу польського війська, з питань мовної ситуації у Львові і впорядкування реклами і наочної агітації з врахуванням вимог до мовного режиму, проводилась боротьба з непристойними зображеннями і засиллям російської поп-музики. Бесіда принципово засуджувала спроби дискредитації імені Тараса Шевченка та інших діячів української історії і культури (пасквіль О. Бузини, використання назви «Кобзар» і творів «Сон», «Москалева криниця», «Розрита могила»), які ці «горе писаки» робили з метою популяризації власних творів. Перший голова «Бесіди» Р. Братунь з самого початку діяльності організації приділяв велику увагу і опіку молодіжній організації «Товариство Лева».
«Львівська Бесіда» активно співпрацювала з іншими українськими патріотичними демократичними організаціями — Науковим Товариством Шевченка, Просвітою, Рідною школою, конгресом української інтелігенції. 6 березня 1996 року «Львівська Бесіда» своїм рішенням просила Конгрес інтелігенції вважати об'єднання «Львівська Бесіда» своїм колективним членом. 3-4 листопада 2005 року відбувся другий Український педагогічний конгрес, колективним членом якого також стала «Львівська Бесіда». В кінці треба згадати, що після смерті Р. Братуня 8 березня 1995 року головою «Львівської Бесіди» обрано Б. Білинського, заступниками голови — О. Романіва (наукові проблеми), І. Гречка (питання культури) та В. Дзеру (економічні проблеми). Діяльність товариства переходила відповідно до економічної і політичної ситуації в Україні. На регулярних зустрічах панувала атмосфера виваженості і дух толерантності. Цікаво було слухати столітнього видатного композитора Миколу Колессу, на засіданнях він сидів зажмуривши очі, а під кінець трактував свою думку зі всіх порушених питань. Враховуючи природні втрати членів «Бесіди», які в момент утворення об'єднання  були вже в поважному віці, було вирішено передати Бесіду в руки молодого покоління, яке вирішило в нових умовах рухатися новими шляхами.
Членами колективу «Львівська Бесіда» були також секретар Оксана Музичук, яка вела протоколи, оформляла рішення і забезпечувала документообіг, вона добре володіє англійською і німецькою мовами, що допомагало в її діяльності. Бухгалтером «Львівської Бесіди» була Оксана Захваткіна, яка збирала внески по 20 грн і забезпечувала канцелярські потреби і господарську діяльність.

## Основні напрями діяльності
- Пропаганда національної культури (гаївки, коляди, Шевченківські концерти).
- Участь у піднятті прапора над кораблем «Гетьман Сагайдачний» (1993).
- Протидія комуністичному реваншу (наприклад, 9 травня 1994 року).
- Ініціативи зі збереження історичної спадщини (Святоюрська гора, меморіали Січових Стрільців).
- Підтримка науки, освіти, творчих колективів.
- Співпраця з організаціями: Наукове товариство імені Шевченка, Просвіта, Товариство Лева, Конгрес української інтелігенції.

## Керівництво
- Перший голова — Ростислав Братунь (1993—1995).
- Після його смерті — професор Борис Білинський.
- Заступники: О. Романів (наукові питання), І. Гречко (культура), В. Дзера (економіка).

## Члени
Серед членів «Бесіди» були:
- Р. Беряк, директор ВО „Хімфармзавод“
- Б. Білинський, професор, проректор ЛДМІ
- Р. Братунь, письменник, ініціатор створення „Львівської Бесіди“
- І. Вакарчук, професор, ректор ЛНУ ім. І.Франка
- І. Гречко, голова клубу греко-католицької інтелігенції
- С. Давидяк, президент асоціації „Автобус“, генеральний директор ЛОЗа
- Я. Дашкевич, доктор історичних наук
- Я. Ісаєвич, член-кореспондент АНУ, директор інституту суспільних наук
- М. Колесса, композитор, професор консерваторії
- Р. Крип'якевич, голова Укр-Австр. Наукового центру
- Л. Крушельницька, директор бібліотеки ім. В.Стефаника
- Р. Мишко, головний інженер „Укрзахідцивільнопроекту“
- Є. Палига, директор мотозаводу
- В. Панасюк, академік, директор фіз-мат інституту
- А. Рудницький, академік АН архітектури, професор Політехніки
- М. Пшебільський, директор ВО „Львівприлад“
- О. Романів, член-кориспондент АНУ, голова НТШ
- Ю. Рудавський, професор, ректор Львівської Політехніки
- М. Скорик, композитор, голова спілки композиторів
- Ф. Стригун, народний артист, художній керівник театру ім. М.Заньковецької
- Р. Федорів, головний редактор журналу „Дзвін“, письменник

## Занепад та спадщина
У 2000-х роках через природну втрату членів організація передала ініціативу молодшому поколінню. Її діяльність залишила значний слід у громадському, культурному і політичному житті Львова.